# Гурбети
Гурбети су подгрупа ромских народа који живе на територији бивше Југославије, чији су чланови претежно муслимани. На Косову су друге ромске групе Гурбете доживљавале као лепе и марљиве.

## Историја
У српском речнику Вука Стефановића Караџића реч гурбет значи „цигански луталица”. Реч је изведена из турског глагола gurbet, што значи „емигрирати”. Прво помињање номадских Рома који су приписани као преци Гурбета, углавном Роми који су избегли из ропства у Влашкој, потиче из 17. века. Преци Гурбета напустили су Влашку и Молдавију у 19. веку након укидања ропства. Од 1941. године већина југословенских Рома се настанила за стално, осим Гурбета у Црној Гори.

## Култура
Они деле културне одлике са Калдерашима, али и са другим Ромима, попут Хорахана (муслиманских Рома). Гурбети су се делом асимилирани у друштво и не следе у потпуности ромски закон. Говоре гурбетским дијалектом, под-дијалектом влашког ромског језика, или се понекад сматрају посебним дијалектом.

## Дијаспора
Постоји гурбетска дијаспора, на пример у Аустрији, где су се мигранти, углавном неквалификовани радници, интегрисали у аустријско друштво.

## Језик
Гурбетски језик је варијетет јужно-влашких ромских језика. На Косову, гурбетски говор има или доминантни српски супстрат, или албански супстрат. Џамбази говоре гурбетским под-дијалектом. Порекло ромских позајмица у хрватском језику највероватније потиче од Гурбета, који су се доселили претежно из Босне и Херцеговине. Раде Ухлик превео је Јеванђеље по Луки на босански гурбетски  дијалекат као O keriben pal e Devleskre bičhade. Ово дело је објавило Британско и страно библијско друштво 1938. године, а објављено је у Београду.